# Pobórka Wielka (gromada)
Pobórka Wielka – dawna gromada, czyli najmniejsza jednostka podziału terytorialnego Polskiej Rzeczypospolitej Ludowej w latach 1954–1972.
Gromady, z gromadzkimi radami narodowymi (GRN) jako organami władzy najniższego stopnia na wsi, funkcjonowały od reformy reorganizującej administrację wiejską przeprowadzonej jesienią 1954 do momentu ich zniesienia z dniem 1 stycznia 1973, tym samym wypierając organizację gminną w latach 1954–1972.
Gromadę Pobórka Wielka z siedzibą GRN w Pobórce Wielkiej utworzono – jako jedną z 8759 gromad na obszarze Polski – w powiecie wyrzyskim w woj. bydgoskim, na mocy uchwały nr 24/18 WRN w Bydgoszczy z dnia 5 października 1954. W skład jednostki weszły obszary dotychczasowych gromad Pobórka Wielka (bez osiedla Kocik Młyn), Nieżychowo (bez osiedla Wymysłowo) i Nieżychówko ze zniesionej gminy Białośliwie oraz obszar dotychczasowej gromady Pobórka Mała ze zniesionej gminy Wysoka w tymże powiecie. Dla gromady ustalono 23 członków gromadzkiej rady narodowej.
Gromadę zniesiono 31 grudnia 1961, a jej obszar włączono do gromady Białośliwie w tymże powiecie.